# هرمان مایر
هرمان مایر (آلمانی: Hermann Maier؛ زادهٔ ۷ دسامبر ۱۹۷۲) اسکی‌باز آلپاین اهل اتریش است. او قهرمان سابق جهان و دارندهٔ طلای المپیک است. مایر برندهٔ ۴ عنوان جام جهانی و ۲ طلای المپیک و ۳ قهرمانی جهان است.